# 本当にあった怖い話
『ミステリー体験ゾーン 本当にあった怖い話』（ミステリーたいけんゾーン ほんとうにあったこわいはなし）は、テレビ朝日系列で1992年4月13日 - 9月21日までの月曜日20:00 - 20:54に放送されたテレビドラマである。また、夏季以降では『夏の不思議ミステリー 本当にあった怖い話』と改題して放送された。

## 概要
愛川欽也がナビゲーターとなり、毎回25分弱の作品を2話ずつ放送するオムニバス形式のドラマであった。
物語はドラマの主人公となる人物の実体験であるという体裁をとっていて、後に『女優霊』や『リング』を手がけた高橋洋と中田秀夫も参加している。
このうち、高橋洋が担当した「呪われた人形」の設定は映画「新生トイレの花子さん」に一部、流用されている。

## 各回タイトル・出演者
| 放送日時      | タイトル                  | 脚本                  | 演出     | 出演者                                                                                           | 制作会社                     |
| 1992年4月13日 | 送られた心霊写真          | 石原武龍              | 田中秀夫 | 沢口靖子、美木良介、重久剛一、伊藤淳史、趙方豪、桜井久美、金沢喜久子                             | インタープレナー             |
| 1992年4月13日 | 幽霊刑事                  | 高橋正康              | 小谷承靖 | 三浦友和、豊川悦司、戸浦六宏、阿部雅彦、掛田誠、猿田修二、鶴岡優紀子、中井曜子、森康子、野口律子 | インタープレナー             |
| 1992年4月20日 | 山瀬まみの恐怖心霊体験    | 土屋斗紀雄            | 伊藤寿浩 | 山瀬まみ、丹波哲郎                                                                               | ホリプロ                     |
| 1992年4月20日 | 呪われたお引っ越し        | 橋本以蔵              | 伊藤寿浩 | 岡江久美子、萩原流行、吉澤拓真                                                                   | ホリプロ                     |
| 1992年4月27日 | 幽霊と結婚した男 湖の幻影 | 江連卓                | 山口和彦 | 山下真司、増田恵子、可愛かずみ                                                                   | 大映テレビ                   |
| 1992年4月27日 | 呪われた婚約              | 今井詔二              | 山口和彦 | 松本伊代、羽賀研二、平泉成                                                                       | 大映テレビ                   |
| 1992年5月11日 | ママが死んだ夜…           | 水橋文美江 葉山陽一郎 | 渡辺孝好 | 高樹沙耶、長谷川初範、田原加奈子                                                                 | ザ・ドラマチック・カンパニー |
| 1992年5月11日 | 黒いカバン                | 金子成人              | 渡辺孝好 | 赤井英和、藤田朋子、モロ師岡、松尾スズキ                                                         | ザ・ドラマチック・カンパニー |
| 1992年5月18日 | 幽霊教室                  | 永沢和美              | 田中秀夫 | 片平なぎさ、長門裕之、山口仁、ただのあつ子                                                       | インタープレナー             |
| 1992年5月18日 | 花嫁はヘビ女              | 塩田明彦              | 田中秀夫 | 古尾谷雅人、広田玲央名、有沢妃呂子                                                               | インタープレナー             |
| 1992年5月25日 | カーブに立つ少女          | 金子成人              | 山本迪夫 | 岩城滉一、高岡健二、山田寿子、梶原阿貴                                                           | 国際放映                     |
| 1992年5月25日 | しのびよる管理人          | 長坂秀佳              | 山本迪夫 | 渡辺美奈代、灰地順、下元史朗、野々村真                                                           | 国際放映                     |
| 1992年6月8日  | 死者からのプロポーズ      | 大原清秀              | 井上芳夫 | 岡田奈々、中山忍、坂上忍                                                                         | 大映テレビ                   |
| 1992年6月8日  | 怪!映画館の幽霊           | 大原清秀              | 井上芳夫 | 柳沢慎吾、伊藤美紀、松下一矢                                                                     | 大映テレビ                   |
| 1992年6月22日 | 6列5番目のたたり          | 野依美幸              | 栃原広昭 | 黒木瞳、小倉久寛、古原鉄平、梶三和子                                                             | インタープレナー             |
| 1992年6月22日 | 幽霊の棲む旅館            | 高橋洋                | 中田秀夫 | 白島靖代、中村由真、水野美紀、江波杏子                                                           | インタープレナー             |
| 1992年6月29日 | 死の声が聞こえる          | 今井詔二              | 鈴木一平 | 桜田淳子、内藤剛志、築山万有美                                                                   | 国際放映                     |
| 1992年6月29日 | 友引・死霊の同窓会        | 佐伯けい              | 鈴木一平 | 長山洋子、正木慎也                                                                               | 国際放映                     |
| 1992年7月6日  | ゴーストと同棲する女      | 橋本以蔵              | 中山史郎 | 斉藤慶子、船越英一郎、鈴木ヒロミツ                                                               | ホリプロ                     |
| 1992年7月6日  | 愛犬が知らせた死          | 奥村俊雄              | 中山史郎 | 山口果林、清水章吾                                                                               | ホリプロ                     |
| 1992年7月13日 | 婚約指輪のささやき        | 葉山陽一郎            | 福岡芳穂 | 世良公則                                                                                         |                              |
| 1992年7月13日 | （不明）                  |                       |          | 松下由樹                                                                                         |                              |
| 1992年7月20日 | 悪霊に狙われた花嫁        | 大原清秀              | 田中芳之 | 鳥越マリ、鶴見辰吾、松村雄基                                                                     | 大映テレビ                   |
| 1992年7月20日 | 午前四時半の侵入者        | 長野洋                | 二宮健司 | 美保純、天本英世、青木和代                                                                       | 大映テレビ                   |
| 1992年7月27日 | 恐怖の守護霊              | 橋本以蔵              | 祭主茶嗣 | 石野真子、戸川京子、小沢一義                                                                     |                              |
| 1992年7月27日 | 恋人海岸の怪              | 浪江裕史              | 下山天   | 布川敏和、とよた真帆、伊藤正宏                                                                   |                              |
| 1992年8月10日 | 軽井沢の亡霊              | 山崎修、 長坂秀佳     | 辻理     | 藤谷美紀、山田久子、田山真美子                                                                   | 国際放映                     |
| 1992年8月10日 | 赤い糸の恐怖              | 都築孝史              | 辻理     | 高橋ひとみ、宮下直紀                                                                             | 国際放映                     |
| 1992年8月24日 | マタニティドレス          | いずみ玲              | 佐藤健光 | 宮﨑淑子（美子）、栗田葉子、此島愛子                                                             | ホリプロ                     |
| 1992年8月24日 | ダイヤルQ2の罠            | 奥村俊雄              | 佐藤健光 | 喜多嶋舞、相沢なほこ、長野千夏                                                                   | ホリプロ                     |
| 1992年8月31日 | 死霊の滝                  | 塩田明彦              | 中田秀夫 | 丘みつ子、滝口秀嗣、山村美智子、金久美子、 三上真一郎、藤田大助                                  | インタープレナー             |
| 1992年8月31日 | 呪われた人形              | 高橋洋                | 中田秀夫 | 羽田美智子、川上麻衣子、村松克巳、赤座美代子、 六平直政、秋山菜津子                              | インタープレナー             |
| 1992年9月7日  | 心霊写真の涙              | 宇都宮郁代            | 井上芳夫 | 佐野量子、山下規介、網浜直子                                                                     | 大映テレビ                   |
| 1992年9月7日  | 水子霊の囁き              | 鹿水晶子              | 井上芳夫 | 渡辺典子、池田政典                                                                               | 大映テレビ                   |
| 1992年9月14日 | 整形志願の女              | 吉田桃子              | 荒井光明 | 香坂みゆき、渡辺裕之、大川陽子                                                                   | VSO                          |
| 1992年9月14日 | もう一人の私              | 吉村ゆう              | 田中芳之 | 秋本奈緒美、川野太郎、井上彩名、窪塚洋介                                                         | VSO                          |
| 1992年9月21日 | 髪                        | いずみ玲              | 岡屋龍一 | 西村知美、湯江健幸、吉野真弓                                                                     | ホリプロ                     |
| 1992年9月21日 | 呪われた課長の椅子        | 奥村俊雄              | 岡屋龍一 | 佐藤B作、岡本麗                                                                                  | ホリプロ                     |

## スタッフ
- プロデューサー：小関明、田中芳之（テレビ朝日）
- ストーリーテラー構成：小山薫堂
- 監督：田中秀夫、辻理、中田秀夫、小谷承靖、ほか
- 広報：斉藤みどり
- 音楽：大野克夫
- 制作協力：テイクシステムズ
- 制作プロダクション：インタープレナー、大映テレビ、ホリプロ
- 制作：テレビ朝日

## 主題歌
- 前期 - 沢田知可子『ふたり』
- 後期 - ZIGGY『午前0時のMERRY-GO-ROUND』

## 映像ソフト化
- 『本当にあった怖い話 呪死霊』（1999年1月20日発売）
  - 「呪われた人形」
  - 「死霊の滝」
  - 「幽霊の棲む旅館」

- 『本当にあった怖い話 呪死霊 外伝1』（2000年4月14日発売）
  - 「送られた心霊写真」
  - 「幽霊刑事」
  - 「幽霊教室」

- 『本当にあった怖い話 呪死霊 外伝2』（2000年5月12日発売）
  - 「花嫁はヘビ女」
  - 「6列5番目のたたり」

- 『ミステリー体験ゾーン 本当にあった怖い話　Vol.I』（2003年4月23日発売）
  - 「カーブに立つ少女」
  - 「しのびよる管理人」
  - 「死の声が聞こえる」

- 『ミステリー体験ゾーン 本当にあった怖い話　Vol.II』（2003年4月23日発売）
  - 「友引・死霊同窓会」
  - 「軽井沢の亡霊」
  - 「赤い糸の恐怖」

## 書籍
1992年から1995年に渡って二見書房より発売された書籍シリーズ。
番組に寄せられた1500を超える投稿のうち、テレビで紹介しきれなかったエピソードを多数掲載している。
1996年6月には、同じ出版社から「特別取材版」なる物が出されているが、こちらはテレビ朝日とも本番組とも一切関係は無い。
- 『ミステリー体験ゾーン 本当にあった怖い話 第1集』（新書版：1992年7月発売、文庫版：1996年8月発売）
- 『ミステリー体験ゾーン 本当にあった怖い話 第2集』（新書版：1994年6月発売、文庫版：1997年6月発売）
- 『ミステリー体験ゾーン 本当にあった怖い話 第3集』（新書版：1995年5月発売）

## 世にも不思議な怖い話
原型と思われる単発ドラマ「世にも不思議な怖い話」が、同じテレビ朝日系列で1991年度上半期に放送されている。 実体験という設定は同じだが、ナビゲーターは登場しない。
- 1991年06月25日 第1回
  - 「金曜日の殺人」松本伊代
  - 「幽霊旅館」渡辺満里奈、中村由真
- 1991年08月06日 第2回
  - 「幽霊同窓会」山口美江、神取洋子
  - 「雌猫の復讐」渡辺典子、戸川京子
- 199?年??月??日 第?回
  - 「追いかけないで」奥田圭子

## ネット局
| 放送対象地域  | 放送局             | 系列                          | 放送形態   | 放送時間帯         | 備考                      |
| ------------- | ------------------ | ----------------------------- | ---------- | ------------------ | ------------------------- |
| 関東広域圏    | テレビ朝日         | テレビ朝日系列                | 同時ネット | 月曜 20:00 - 20:54 | 制作局                    |
| 北海道        | 北海道テレビ       | テレビ朝日系列                | 同時ネット | 月曜 20:00 - 20:54 |                           |
| 青森県        | 青森朝日放送       | テレビ朝日系列                | 同時ネット | 月曜 20:00 - 20:54 |                           |
| 宮城県        | 東日本放送         | テレビ朝日系列                | 同時ネット | 月曜 20:00 - 20:54 |                           |
| 山形県        | 山形放送           | 日本テレビ系列 テレビ朝日系列 | 遅れネット | 月曜 22:00 - 22:54 | キー局より2時間遅れネット |
| 福島県        | 福島放送           | テレビ朝日系列                | 同時ネット | 月曜 20:00 - 20:54 |                           |
| 新潟県        | 新潟テレビ21       | テレビ朝日系列                | 同時ネット | 月曜 20:00 - 20:54 |                           |
| 長野県        | 長野朝日放送       | テレビ朝日系列                | 同時ネット | 月曜 20:00 - 20:54 |                           |
| 静岡県        | 静岡けんみんテレビ | テレビ朝日系列                | 同時ネット | 月曜 20:00 - 20:54 | 現・静岡朝日テレビ        |
| 石川県        | 北陸朝日放送       | テレビ朝日系列                | 同時ネット | 月曜 20:00 - 20:54 |                           |
| 中京広域圏    | 名古屋テレビ       | テレビ朝日系列                | 同時ネット | 月曜 20:00 - 20:54 |                           |
| 近畿広域圏    | 朝日放送           | テレビ朝日系列                | 同時ネット | 月曜 20:00 - 20:54 | 現・朝日放送テレビ        |
| 広島県        | 広島ホームテレビ   | テレビ朝日系列                | 同時ネット | 月曜 20:00 - 20:54 |                           |
| 香川県 岡山県 | 瀬戸内海放送       | テレビ朝日系列                | 同時ネット | 月曜 20:00 - 20:54 |                           |
| 福岡県        | 九州朝日放送       | テレビ朝日系列                | 同時ネット | 月曜 20:00 - 20:54 |                           |
| 長崎県        | 長崎文化放送       | テレビ朝日系列                | 同時ネット | 月曜 20:00 - 20:54 |                           |
| 熊本県        | 熊本朝日放送       | テレビ朝日系列                | 同時ネット | 月曜 20:00 - 20:54 |                           |
| 鹿児島県      | 鹿児島放送         | テレビ朝日系列                | 同時ネット | 月曜 20:00 - 20:54 |                           |